# Filmadora de fotolitos

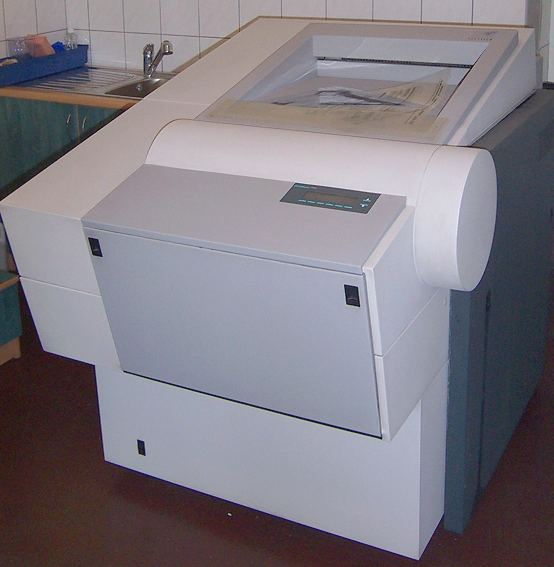
Filmadora de fotolitos.

Una filmadora de fotolitos (o conocida simplemente como filmadora) es un dispositivo de gran formato de soporte del ordenador con ultra-alta resolución. Expone rollos u hojas de cualquier película para fotolitos o papel de bromuro mediante una fuente de luz láser. Una vez que revelada la película o el papel, se obtiene una imagen en blanco y negro de muy alta calidad. El revelado por lo general se realiza en una unidad separada de la filmadora.
La filmadora tiene un ancho de soporte de fotolito, generalmente de 12 a 44 pulgadas (300 a 1120 mm). La resolución de una filmadora es típicamente entre 1200 y 4800 ppp. La filmadora se mantiene en el entorno de ófset CTF en el entorno CTP ha sido sustituida por la filmadora de planchas.

## Funcionamiento de una filmadora

La imagen corresponde a la conformación de un punto circular a base de trapezoides.

Una filmadora de fotolitos es una máquina compleja que se encarga de interpretar el archivo generado mediante una aplicación informática, como pueda ser Adobe Illustrator, Corel Draw, o cualquier programa de dibujos vectoriales y filmarlo en una superficie transparente denominada fotolito.
Para ello ha de interpretar el archivo que se generó en dicha aplicación, generalmente en formato PDF o Postscript y adecuar, mediante complejos cálculos las imágenes vectoriales y las fuentes de impresión vectorial que allí se encontraban, a la resolución del dispositivo de impresión de la filmadora.
A este proceso se le conoce con el nombre de rasterizado, es decir, crear una imagen de mapas de bits a partir de una imagen vectorial para crear una imagen de aquel que, generalmente está formada por aproximaciones trapezoidales.
La resolución de una filmadora puede llegar fácilmente a unos 2400 ppp ("puntos por pulgada", en inglés dpi, "dots per inch"). Esta resolución es muy elevada si se compara con la una impresora normal. Por ejemplo una impresora láser, de resolución estándar, como la que se usa normalmente en aplicaciones ofimáticas suele presentar una resolución de unos 600 ppp.
Cuanto más compleja sea la imagen que se imprimirá en el fotolito mayor es el número de cálculos que tendrá que llevar a cabo la filmadora para conseguir la impresión. En complejos logotipos, o diseños degradados, el número de cálculos que se han de hacer en el proceso de rasterizado puede llegar a ser muy importante.
La respuesta yace en el corazón de las filmadoras, que suelen ensamblar los objetos PostScript mediante una ingeniosa combinación de formas trapezoidales simples. Al recurrir a estas formas geométricas básicas, la filmadora puede reproducir un objeto PostScript con bastante eficacia, sin importar lo complejo que sea.
Muchas filmadoras usan trapezoides simples como piezas de construcción para ensamblar los objetos PostScript; así siete trapezoides pueden dibujar un pequeño círculo (como se puede apreciar en la figura ). Si el punto es lo suficientemente pequeño, el ojo no llega a percibir los bordes escalonados.
Las formas con muchos detalles y curvas requieren una gran cantidad de trapezoides. Un círculo de buen tamaño puede necesitar miles de ellos para que se pueda reproducir de forma correcta. Como es obvio, cuanto mayor sea el número de trapezoides que componen una imagen, mayor será la carga de cálculo que soporte la filmadora.

## Filmadora térmica de fotolitos
Una Filmadora térmica de fotolitos es una máquina que realiza la misma tarea de interpretación y filmación de fotolitos que una filmadora tradicional, pero con leves diferencias:
- Una filmadora térmica ocupa muy poco espacio, aproximadamente de una impresora de inyección de tinta de formato equivalente.

- Aunque la resolución de una filmadora tradicional es mayor que la de una filmadora térmica, éstas producen fotolitos de gran calidad para las industrias de serigrafía, flexografía y tampografía.
- Mientras las filmadoras tradicionales generan multitud de residuos tóxicos, las térmicas sólo producen un único residuo: un poliéster reciclable. Esto se debe a que utilizan un proceso en seco sin tinta, sin tóner y sin ningún otro producto químico, por lo que el proceso es limpio y rápido.

Una filmadora térmica tiene resoluciones que van desde los 400 ppp a los 1.200 ppp según modelos.